# Donat Conrad
Donat Conrad, lateinisch Donatus Conradi (geb. vor 1479; gest. nach 1524) war ein deutscher Politiker, Dresdner Ratsherr und Bürgermeister.

## Leben
Über das Leben Donat Conrads, der in verschiedenen Dokumenten auch unter dem 
latinisierten Namen Donatus Conradi auftaucht, ist wenig bekannt. Am 23. Juli 1479 wird er erstmals im Zusammenhang mit einer Erbschaftsangelegenheit im Stadtbuch erwähnt. Darin übertrug er seinen großmütterlichen Erbteil an seinen Onkel. Im Jahr 1486 ist der Verkauf eines ihm gehörenden Ackers in Tolkewitz an Bürgermeister Nickel Seidel dokumentiert. Im gleichen Jahr wird er als Besitzer eines Hauses in der Kleinen Webergasse genannt. Außerdem besaß er ein Grundstück an der Pirnischen Gasse.

## Politisches Wirken
Ab 1486 gehörte Conrad dem Dresdner Rat an und übernahm dort drei Jahre später das Amt des Kämmerers. Im Jahr 1499 ist er erstmals als Zinsherr genannt und war damit für die Einziehung städtischer Abgaben sowie die Erhebung der Erb- und Kapitalzinsen verantwortlich. Er wird 1505 als Brückenmeister erwähnt und erneuerte in diesem Zusammenhang eine von einem seiner Amtsvorgänger bestätigte Stiftung an das Jacobshospital.
Im Jahr 1503 wurde Donat Conrad zum regierenden Bürgermeister gewählt und hatte dieses Amt gemäß der Ratsordnung von 1470 im Drei-Jahres-Rhythmus inne. Letztmals ist er 1524 als Ratsherr erwähnt.
Neben seiner Tätigkeit im Rat war Conrad gemeinsam mit Heinrich Kannengießer auch Vorsteher der Kreuzkirche. Nach der Zerstörung des Gebäudes beim Stadtbrand 1491 betreute ihn Herzog Georg von Sachsen am 13. November 1491 zusammen mit drei weiteren Ratsmitgliedern mit der Überwachung der Einnahmen und Ausgaben für den Wiederaufbau.